# Campionati panamericani di badminton a squadre 2008
I Campionati panamericani di badminton a squadre 2008 si sono svolti a Campinas, in Brasile. È stata la 3ª edizione del torneo, organizzato dalla Badminton World Federation.

## Podi
| Evento           | Oro         | Argento     | Bronzo |
| Torneo maschile  | Canada      | Stati Uniti | Perù   |
| Torneo femminile | Stati Uniti | Canada      | Perù   |